# Ян Цзібей
Ян Цзібей (нар. 12 жовтня 1995) — китайський плавець.
Призер Чемпіонату світу з водних видів спорту 2017, 2019 років.
Переможець Азійських ігор 2018 року.
Ян Цзібей вперше брав участь в Олімпійських іграх у 2016 році. Він взяв участь у класифікаційному етапі чоловіків 100 метрів брасом. Він посів 28 місце з результатом 1:00.88 секунд і не зміг оформити вихід до півфіналу..
На Чемпіонаті світу 2017 року у Будапешті у складі змішаної естафетної команди Китаю виборов бронзову медаль у комплексному запливі 4Х100 метрів. 
У Джакарті на Азійських іграх 2018 року у складі двох естафетних гонок став чемпіоном, а в індивідуальних запливах на 50 і 100 метрів брасом завоював срібні медалі.
На Чемпіонаті світу 2019 року в корейському Кванджу завоював бронзову медаль на дистанції 100 метрів брасом, поступившись переможцю Адаму Піті 1,49 секунди.